# Silbermann Jenő
Silbermann Jenő (írói álneve: Sigma; Nagyvárad, 1889. július 6. – Bukarest, 1946) erdélyi magyar vegyészmérnök, filozófus, közíró.

## Életútja, munkássága
A nagyváradi Főreáliskolában érettségizett (1907); a zürichi egyetemen vegyészmérnöki oklevelet és két doktorátust szerzett, majd filozófiai tanulmányokat folytatott francia egyetemeken. Hazatérése után Nagyváradon telepedett le, ahol kisebb vállalkozásokba kezdett, közben elektrometallurgiai és vegyi kísérleteket folytatott. 
Tagja volt a Társadalomtudományi Társaságnak és a helyi szabadkőműves páholynak, amelyek keretében 1919-től rendszeresen tartott előadásokat.
Szociológiai és közgazdasági tanulmányait a Magyar Szó és a Nagyváradi Napló közölte. Foglalkozott a keresztény–zsidó viszony alakulásával (Nagyváradi Napló 1921. február 11–16.), az 1930-as évek gazdasági és politikai válságának jelenségeivel (Barna pestis vagy vörös vörheny. Nagyváradi Napló, 1933. október 15.), értekezett a szexuálmorálról, Beethoven és Wagner zenéjének intellektuális vonatkozásairól. A Korunk A sztratoszférarepülés nehézségei c. tanulmányát közölte (1931/7–8).

## Kötetei
- Történelmi felfogás és relativizmus (Nagyvárad, 1920);
- Über einige Eigenschaften der Formalischen Gleichung (Nagyvárad, 1928).